# Водена пећина
Водена пећина налази се у кањону реке Пањице, удаљена од Ариља 20 km. До саме пећине и водопада води камена стаза дужине 800m, уз реку Пањицу преко дрвених мостића стиже се до високих стена и слапова преко сиге којим је Водена пећина окружена. Улаз у пећину је широк 6 m и висок мало мање од 5 m; ходник на неким местима се сужава и кривуда. Завршава се великом одајом кружног облика и пречинка око 10 m. Оно што су за сада спелеолози аматери утврдили је да је пећина млада (на основу сталактита у првој фази формирања)
За сада се претпоставља да је водена маса која излази из пећине, у ствари понорница настала од више извора који пониру негде у зони Кукутнице и Округлице у Бјелуши. По тврдњи ронилаца и заљубљеника природе, који су жељни авантура и упустили се у испитивање пећине, са сигурношћу тврде да се дубоко у пећини налази језеро, а врло могуће и неколико. 
У клисури Пањице Јосиф Панчић је открио ендемску врсту биљке - campanula secundiflora.